# Ronde van Burgos (vrouwen)
De Ronde van Burgos voor vrouwen, voluit Vuelta a Burgos Féminas werd in 2015 voor het eerst verreden als een nationale wedstrijd. De eerste vier edities werden gewonnen door Spaanse rensters. In 2017 stonden de Belgische Femke Verstichelen en de Nederlandse Roos Hoogeboom op het podium naast winnares Eider Merino. In 2019 werd het een internationale wedstrijd in de categorie 2.1. In 2020 werd de wedstrijd, geplaatst op kalender van de nieuwe UCI Women's ProSeries, niet verreden vanwege de uitbraak van de coronapandemie. Vanaf 2021 maakt de wedstrijd deel uit van de UCI Women's World Tour. In 2021 was het podium volledig Nederlands met Anna van der Breggen, Annemiek van Vleuten en Demi Vollering.

## Podia
| Jaar                | Data                | AE                  | Km                                   | Winnaar                              | Tweede                               | Derde                                |
| Nationale wedstrijd | Nationale wedstrijd | Nationale wedstrijd | Nationale wedstrijd                  | Nationale wedstrijd                  | Nationale wedstrijd                  | Nationale wedstrijd                  |
| ------------------- | ------------------- | ------------------- | ------------------------------------ | ------------------------------------ | ------------------------------------ | ------------------------------------ |
| 2015                | 1-3 mei             | 03                  | 203,6                                | Belén López                          | Gloria Rodríguez                     | Yulia Iliynikh                       |
| 2016                | 7-8 mei             | 02                  | 187,5                                | Margarita Victoria García            | Anna Kiesenhofer                     | Eider Merino                         |
| 2017                | 29 april- 1 mei     | 03                  | 212,1                                | Eider Merino                         | Femke Verstichelen                   | Roos Hoogeboom                       |
| 2018                | 28-30 april         | 03                  | 270,9                                | Beatriu Gómez Franquet               | Henrietta Colborne                   | Enara López Gallastegi               |
| UCI-wedstrijd       |                     |                     |                                      |                                      |                                      |                                      |
| 2019                | 16-19 mei           | 04                  | 364,2                                | Stine Borgli                         | Soraya Paladin                       | Margarita Victoria García            |
| 2020                | 21-24 mei           | 04                  | Niet verreden vanwege coronapandemie | Niet verreden vanwege coronapandemie | Niet verreden vanwege coronapandemie | Niet verreden vanwege coronapandemie |
| 2021                | 20-23 mei           | 04                  | 434,0                                | Anna van der Breggen                 | Annemiek van Vleuten                 | Demi Vollering                       |
| 2022                | 19-22 mei           | 04                  | 488,4                                | Juliette Labous                      | Évita Muzic                          | Demi Vollering                       |
| 2023                | 18-21 mei           | 04                  | 468,7                                | Demi Vollering                       | Shirin van Anrooij                   | Ashleigh Moolman-Pasio               |
| 2024                | 16-19 mei           | 04                  | 490                                  | Demi Vollering                       | Évita Muzic                          | Karlijn Swinkels                     |
| 2025                | 22-25 mei           | 04                  | 351,4                                | Marlen Reusser                       | Elisa Longo Borghini                 | Yara Kastelijn                       |

### Overwinningen per land
| Overwinningen | Land                              |
| ------------- | --------------------------------- |
| 4             | Spanje                            |
| 3             | Nederland                         |
| 1             | Frankrijk, Noorwegen, Zwitserland |

Mannen:
1946 · 1947 · 1948–1980 · 1981 · 1982 · 1983 · 1984 · 1985 · 1986 · 1987 · 1988 · 1989 · 1990 · 1991 · 1992 · 1993 · 1994 · 1995 · 1996 · 1997 · 1998 · 1999 · 2000 · 2001 · 2002 · 2003 · 2004 · 2005 · 2006 · 2007 · 2008 · 2009 · 2010 · 2011 · 2012 · 2013 · 2014 · 2015 · 2016 · 2017 · 2018 · 2019 · 2020 · 2021 · 2022 · 2023 · 2024 · 2025
Vrouwen:
2015 · 2016 · 2017 · 2018 · 2019 · 2020 · 2021 · 2022 · 2023 · 2024 · 2025
World Cup:
1998 · 
1999 · 
2000 · 
2001 · 
2002 · 
2003 · 
2004 · 
2005 · 
2006 · 
2007 · 
2008 · 
2009 · 
2010 · 
2011 · 
2012 · 
2013 · 
2014 · 
2015
World Tour:
2016 · 
2017 · 
2018 · 
2019 · 
2020 · 
2021 ·
2022 ·
2023 ·
2024 ·
2025
Huidige koersen:
Tour Down Under · Cadel Evans Great Ocean Road Race · Ronde van de Verenigde Arabische Emiraten · Omloop Het Nieuwsblad · Strade Bianche · Ronde van Drenthe · Trofeo Alfredo Binda · Classic Brugge-De Panne · Gent-Wevelgem · Ronde van Vlaanderen · Parijs-Roubaix · Amstel Gold Race · Waalse Pijl · Luik-Bastenaken-Luik · Ronde van Chongming · Ronde van het Baskenland · Ronde van Burgos · RideLondon Classique · The Women's Tour · Ronde van Zwitserland · Giro Donne · Tour de France Femmes · Ronde van Scandinavië · Bretagne Classic · Simac Ladies Tour · La Vuelta Femenina · Ronde van Romandië · Ronde van Guangxi
Voormalige koersen:
Philadelphia Cycling Classic · Ronde van Californië · Emakumeen Bira · La Course by Le Tour de France · Open de Suède Vårgårda